# Oberstammheim
Oberstammheim est une ancienne commune suisse du canton de Zurich, située dans le district d'Andelfingen. Le 1er janvier 2019, elle est absorbée par la commune nouvellement créée de Stammheim.

Photo aérienne (1956).